# Cupido diogenes
Cupido diogenes är en fjärilsart som beskrevs av Blanchard 1853. Cupido diogenes ingår i släktet Cupido och familjen juvelvingar. Inga underarter finns listade i Catalogue of Life.